# 타메를란 트메노프
타메를란 루슬라노비치 트메노프(러시아어: Тамерла́н Русла́нович Тме́нов, 1977년 7월 27일~)는 러시아의 유도 선수이다. 2000년 하계 올림픽에서 남자 헤비급 동메달을 획득했고, 2004년 하계 올림픽에서 은메달을 획득했다. 또한 세계 선수권 대회에서 은메달 2개, 동메달 2개를 획득했고, 유럽 선수권 대회에서 총 7회 우승을 달성했다.